# Église Sainte-Anne de Moxi
L'église Sainte-Anne, communément connue sous le nom d'église catholique de Moxi, a été fondée par des missionnaires français en 1846, appartenant au diocèse de Kangding (ou Tatsienlou). Elle se trouve dans la bourgade de Moxi (Boxab en tibétain, anciennement connu sous le nom de Mosimien ou Mosymien), dans le xian de Luding (comté de Chakzamka), placé sous la juridiction de la préfecture autonome tibétaine de Garzê, dans la province du Sichuan en Chine.

## Histoire

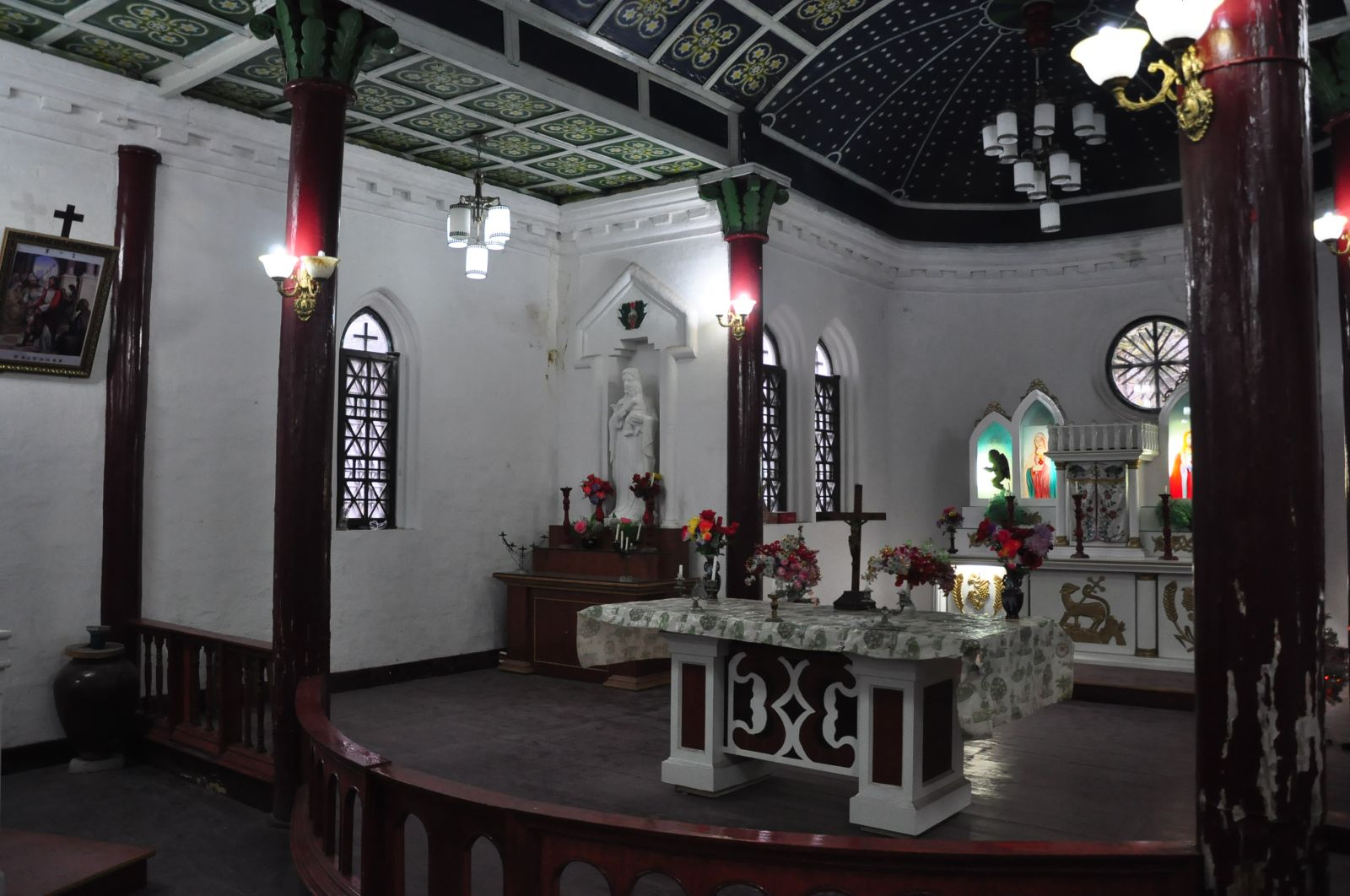
Autel de l'église

Le village de Moxi se trouve à la limite du Sichuan et du Tibet ethnographique. Il fait partie de la préfecture apostolique du Tibet créée en 1846 et confiée à la Société des missions étrangères de Paris.
Construite à la fin du XIXe siècle comme chapelle en bois, elle se disloquait en 1930. Un bâtiment en brique a remplacé la chapelle en bois. La construction a été sous la supervision de M. Ménard (Joseph-Paul Ménard, 1889–1932). Cette nouvelle église a été bénie solennellement dans l’Octave de sainte Anne, patronne de la paroisse de Mosimien.
En 1935, au cours de la Longue marche, Mao Zedong, Zhu De et Zhou Enlai dormirent une nuit dans l’église catholique de la ville avant de s’en aller vers Luding où les troupes communistes prirent le pont enjambant la rivière Dadu afin d’échapper aux soldats nationalistes.
Les autorités chinoises communistes arrivées au pouvoir en 1949 expulsèrent les missionnaires français. 
Dans les années 1950, ces autorités confisquèrent des biens fonciers de l'église catholique de Moxi. Il s'agit d'une part, d'un terrain ayant abrité un séminaire rasé par la suite et occupé par une société privée et ses locaux, et d'autre part, de bâtiments d’une école utilisés comme résidence par des fonctionnaires. Un accord de rétrocession de ces biens a été passé entre la paroisse et les autorités locales, mais il n’a pas été appliqué. Sur la façade de l’église, deux grandes bannières ont été apposées où il était écrit que la paroisse « prie le gouvernement de rendre le terrain du séminaire de Xin Xing occupé par l’entreprise Tian Yu (…) et la propriété de l'Église occupée par les autorités de Moxi ». Le 3 septembre 2011, une religieuse et un prêtre catholiques ont été violemment battus par des assaillants inconnus. Le Père Huang Yusong n'a souffert que de blessures légères, mais la Sœur Xie Yuming, blessée à la tête et au torse, a dû être hospitalisée. Après l’attaque, les catholiques ont manifesté leur colère devant ces méthodes.